# 賴擁連
賴擁連（1972年—），台灣學者，現為中正大學犯罪防治學系教授，曾任教於中央警察大學犯罪防治學系系主任、公共關係室主任。美國聖休士頓州立大學(SHSU)刑事司法博士，研究專長為為矯正（人犯違規，矯正人員工作環境等議題）與警政（錄影監視系統與工作環境等議題）。

## 生平
賴擁連就讀於屏東高中。1991年，進入中央警察大學犯罪防治系就讀並攻讀同系研究所。畢業後，進入法務部矯正體系服務十年，具有實務經驗與熟悉矯正政策之背景。
2005年赴美國攻讀碩博士，2011年返國後，國立台北大學犯罪學研究所擔任一學習專案聘任助理教授。後改回母校警大任教。2024年2月離職，轉至中正大學任職。